# The Wedding Present
The Wedding Present est un groupe de rock indépendant britannique, originaire de Leeds, en Angleterre. Leur style musical se caractérise par un rock indépendant dans la veine de The Fall, Buzzcocks et Gang of Four et à d'autres formes variées. Pendant leur carrière, ils sont menés par le chanteur et guitariste David Gedge, seul membre constant du groupe.

## Biographie

### Débuts (1985–1988)
The Wedding Present est formé à Leeds en 1985 après la séparation de The Lost Pandas, l'ancien groupe de David Gedge et Keith Gregory,. La formation initiale comprend David Gedge au chant et à la guitare, Peter Solowka à la guitare, Keith Gregory à la basse et Shaun Charman à la batterie. Ils auto-produisent leurs premiers singles et sont remarqués par John Peel, animateur sur BBC Radio 1. En février 1986, celui-ci leur permet d'enregistrer leur première Peel Session, dont les titres sont commercialisés sur l'EP The Peel Sessions.
Ils déclinent les sollicitations des maisons de disques et sortent leur premier album sur Reception Records, leur propre label, en 1987. Le disque, qui porte le nom du footballeur nord-irlandais George Best, atteint la 47e place du UK Albums Chart,. L'année suivante sort Tommy, une compilation de chansons datant de 1985 à 1987. Le disque comprend les premiers singles du groupe et des morceaux enregistrés durant des sessions radio.

### RCA Records (1989–1993)
Ukrainski Vistupi v Johna Peela (Ukrainian John Peel Sessions) est composé de chansons du folklore ukrainien, pays dont est originaire le père de Peter Solowka. Elles sont enregistrées entre 1986 et 1988 lors de deux sessions radio. Le disque est édité par RCA Records en février 1989. The Wedding Present est accompagné par le chanteur et violoniste Len Liggins et par le mandoliniste Roman Remeynes. Entre les deux sessions, le batteur Shaun Charman rejoint The Popguns et est remplacé par Simon Smith. Kennedy est leur première chanson à se classer dans le top 40 du UK Singles Chart. Les deux albums suivants, Bizarro et Seamonsters, sont produits par Steve Albini. En 1991, le guitariste Paul Dorrington succède à Peter Solowka, qui poursuit sa carrière au sein de The Ukrainians,.
Au lieu de sortir un nouvel album, The Wedding Present commercialise un 45 tours par mois au cours de l'année 1992. Les singles comprennent chacun un morceau original en face A et une reprise en face B. Ils se vendent tous à plus de 10 000 exemplaires durant la semaine de leur sortie et se classent dans le top 30 du hit-parade britannique. Les vingt-quatre titres figurent sur les compilations Hit Parade 1 et Hit Parade 2. Seamonsters, Hit Parade 1 et Hit Parade 2 sont publiés aux États-Unis en 1991 et 1992 par le label First Warning Records. Peu après, le groupe annonce son départ du label RCA.

### De Island à Cinerama (1995–2004)
En 1993, le bassiste Keith Gregory est remplacé par Darren Belk. The Wedding Present est signé par Island Records. Watusi, leur seul album réalisé pour le compte du label, est produit par Steve Fisk. Le guitariste Paul Dorrington quitte le groupe à son tour en 1995. Darren Belk passe à la guitare et Jayne Lockey lui succède à la basse. David Gedge forme le groupe Cinerama, avec lequel il enregistre trois albums entre 1998 et 2002.
Afin de remplir leurs obligations contractuelles, deux autres compilations sont publiées chez Cooking Vinyl : un volet de Peel Sessions, John Peel Sessions 1992-1995 (1998), et Singles 1995-1997 (1999). Aussi, Strange Fruit offre une compilation de sessions radio, Evening Sessions 1986-1994 (1997), et leur label américain Singles 1989-1991 (1999), un double-album comprenant morceaux bonus et faces B. Après la séparation entre Gedge et Murrell en 2003, et avec plusieurs morceaux joués pendant les prestations de The Wedding Present, Gedge les fusionne avec son autre groupe, Cinerama, en 2004.

### Retour (depuis 2004)

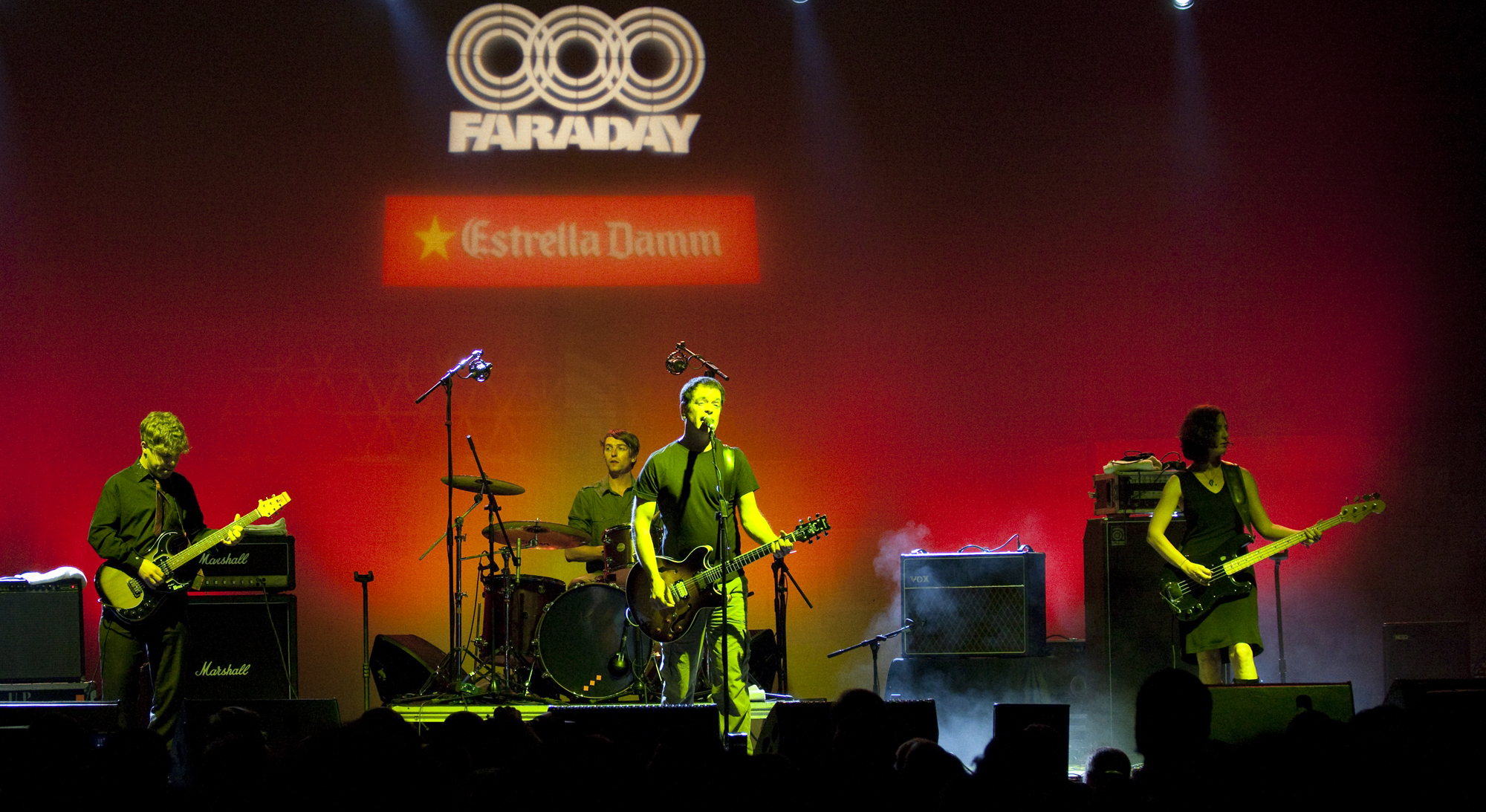
The Wedding Present à Barcelone en 2010.

Après la séparation de David Gedge et de sa compagne Sally Murrell, le chanteur s'installe à Seattle et décide de rejouer sous le nom de The Wedding Present. En février 2005 sort l'album Take Fountain, enregistré avec des musiciens l'ayant accompagné dans Cinerama : le guitariste Simon Cleave, la bassiste Terry de Castro et le batteur Kari Paavola. L'album El Ray, édité en 2008, est produit par Steve Albini. Le groupe subit de nombreux changements de musiciens avant la sortie de leur dernier album en date, intitulé Valentina.
Jusqu'à 2009, la formation reste stable avec Gedge, De Castro, McConville, et Ramsay à l'écriture. Ils enregistrent dix-sept morceaux avec Steve Albini en janvier 2008, certains étant joués en concert. Les morceaux comprennent I've Lost the Monkey, Soup, Drink You Eat You, Model, Actress, Whatever..., The Thing I Like Most About Him Is His Girlfriend, Twenty Jackies, Swingers, Peek-a-boo, Hulk Loves Betty, Boo Boo, Palisades, Santa Ana Winds, Pinch Pull Twist Release, The Trouble With Men, Don't Take Me Home Until I'm Drunk, et Spider-Man in Hollywood. Leur nouvel album El Rey est publié le 20 mai 2008 en Amérique du Nord et le 26 mai 2008 en Europe, accompagné par le single uniquement téléchargeable The Thing I Like Best About Him Is His Girlfriend.
Toujours en 2009, deux morceaux des Wedding Present, I'm From Further North Than You et Ringway to SeaTac, apparaissent dans la bande son du film Skills Like this, réalisé par Monty Miranda. Le réalisateur est félicité pour leur usage.
En août 2010, l'absence de De Castro en tournée avec The Wedding Present pour la 21e année de Bizarro, est annoncée ; elle jouera pour la dernière fois avec eux le 28 août 2010 au mini-festival At the Edge of the Sea de Brighton. Elle est remplacée par Pepe le Moko. Un nouvel album de The Wedding Present, Valentina, est publié en mars 2012. Peu avant sa sortie, le guitariste Graeme Ramsay quitte le groupe après six ans de service, et est remplacé par Patrick Alexander (ex-The Young Playthings et The Pipettes).
Au début de 2013, le groupe embarque pour une tournée mondiale passant par l'Amérique du Nord, l'Australie, et pour la première fois la Nouvelle-Zélande. Ils publient leur neuvième album, Going, Going..., le 2 septembre 2016,.

## Style musical et influences
Au début de leur carrière, le style musical du groupe est caractérisé par la voix bourrue de David Gedge, qui chante avec un accent du Yorkshire, et le jeu de guitare rapide de Peter Solowka,.

## Membres

### Membres actuels
- David Gedge - chant, guitare (1985–1997, depuis 2004)
- Charles Layton - batterie (2005, depuis 2009)
- Danielle Wadey - basse (depuis 2016)
- Marcus Kain - guitare (depuis 2016)

### Anciens membres
- Keith Gregory - basse (1985–1993)
- Peter Solowka - guitare (1985–1991)
- Shaun Charman - batterie, chant (1985–1988)
- Simon Smith - batterie (1988–1997)
- Paul Dorrington - guitare (1991–1995)
- Darren Belk - basse, chant (1993–1995), guitare (1995–1996)
- Jayne Lockey - basse, chant (1995–1997)
- Simon Cleave - guitare (1996–1997, 2004–2006, 2009)
- Terry de Castro - basse, chœurs (2004–2010)
- Kari Paavola - batterie (2004–2005)
- Simon Pearson - batterie (2005)
- Graeme Ramsay - batterie (2006–2009), guitare (2009–2012)
- Christopher McConville - guitare (2006–2009)
- Pepe le Moko - basse, chant (2010–2012)
- Patrick Alexander - guitare (2012–2013)
- Jennifer Schwartz - basse (2013)
- Geoffrey Maddock - guitare (2013)
- Katharine Wallinger - basse (2013-2016)
- Samuel Beer-Pierce - guitare

## Discographie

### Albums live
- 2007 : Live 1987 (Scopitones)
- 2007 : Shepherds Bush Welcomes The Wedding Present (Secret Records)
- 2010 : Live 1988 (Scopitones)
- 2010 : Live 1989 (Scopitones)
- 2012 : Live 1990 (Scopitones)
- 2012 : Live 1991 (Scopitones)
- 2013 : Live 1992 (Scopitones)
- 2024 : Live 1994 (Clue Records)

### Compilations & Rééditions
- 1988 : Tommy (Reception Records)
- 1989 : Ukrainski Vistupi v Johna Peela (RCA Records)
- 1992 : Hit Parade 1 (RCA Records)
- 1993 : Hit Parade 2 (RCA Records)
- 1993 : John Peel Sessions 1987-1990 (Strange Fruit)
- 1996 : Evening Sessions 1986-1994 (Strange Fruit)
- 1998 : John Peel Sessions 1992-1995 (Cooking Vinyl)
- 1999 : Singles 1995-97 (Cooking Vinyl)
- 1999 : Singles 1989-1991 (Manifesto)
- 2006 : Search for Paradise (Scopitones)
- 2007 : The Complete Peel Sessions (Sanctuary)
- 2007 : Yé-Yé : the Best of the RCA Years (Camden Deluxe)
- 2008 : How the West Was Won (Vibrant)
- 2021 : Locked Down And Stripped Back (Versions semi-acoustiques + 2 inédits "You're Just A Habit That I'm Trying To Break" et "We Should Be Together")
- 2021 : Seamonsters (Réédition 30ème anniversaire : album original + titres bonus)
- 2023 : 24 Songs